# Grand Fleet
Гранд-Флит (англ. Grand Fleet, в дословном переводе «Большой флот») — название британского Хоум-Флита в ходе Первой мировой войны. Гранд-Флитом командовал адмирал флота сэр Джон Джеллико, а впоследствии — бывший командующий линейными крейсерами Гранд-Флита адмирал сэр Дэвид Битти.

## История
Был сформирован в 1914 г. объединением Британского Атлантического флота и Хоум-Флита (флота обороны метрополии) и включал 35-40 новейших кораблей 1-го ранга. Первоначально флотом командовал адмирал Джон Джеллико. В декабре 1916 года его сменил адмирал Дэвид Битти.
Гранд-Флит базировался в бухте Скапа-Флоу, Оркнейские острова, и за время войны принял участие только в одной операции флота — неокончательном Ютландском сражении.
После войны Гранд-Флит был расформирован, а большая часть его сил вошла в состав нового Атлантического флота.

## Боевой порядок
Гранд-Флит никогда не был готов выйти в море в полном составе, поскольку кораблям требовались техническое обслуживание и ремонт. Список кораблей, принимавших участие в Ютландском сражении в мае 1916 года см. в статье Состав сил в Ютландском сражении. Ряд других не участвовал в бою по той или иной причине. Реальная сила флота менялась на протяжении войны, так как одни корабли строились, другие гибли в боях, но их число в ходе войны неуклонно возрастало и вместе с ним росло превосходство над германским флотом в целом. Это привело к постепенному снижению осторожности в боевых столкновениях, поскольку возрастала военная мощь. После вступления в войну Соединённых Штатов к Гранд-Флиту был присоединена 9-я дивизия линкоров США в составе четырёх, позднее — пяти дредноутов.

## Основные сведения
Основной стратегической целью Гранд-Флита был разгром во время генерального морского сражения германского Флота Открытого Моря (Hochseeflotte).
В течение всей Первой мировой войны Гранд-Флит участвовал только в одном большом столкновении — Ютландском сражении с кайзеровским Флотом открытого моря. В ходе этого сражения Гранд-Флиту под командованием адмирала Джеллико не удалось разгромить германский флот, несмотря на подавляющее превосходство в силах.
Потери Гранд-Флита по общему водоизмещению потопленных кораблей почти вдвое превышали потери Флота открытого моря. Однако этого оказалось недостаточно для того, чтобы поколебать господство британского флота в Северном море. Впоследствии Германия была вынуждена отказаться от активного использования линейных сил своего флота и перейти к неограниченной подводной войне.
После войны большинство кораблей Гранд-Флита были декомиссованы и отправлены на слом. Основной якорной стоянкой Гранд-Флита являлась Скапа-Флоу, Оркнейские острова.